# John Moffitt (lekkoatleta)
John Moffitt (ur. 12 grudnia 1980 w Winnsboro w stanie Luizjana) – amerykański lekkoatleta specjalizujący się w skoku w dal, wicemistrz olimpijski z Aten.

## Osiągnięcia
- srebrny medal igrzysk olimpijskich (Ateny 2004)
- 3. miejsce podczas Światowego Finału IAAF (Monako 2004)

## Rekordy życiowe
- skok w dal – 8,47 (2004)
- skok w dal (hala) – 8,27 (2004)
- trójskok (hala) – 16,79 (2004)